# Golęcin (zajezdnia tramwajowa)

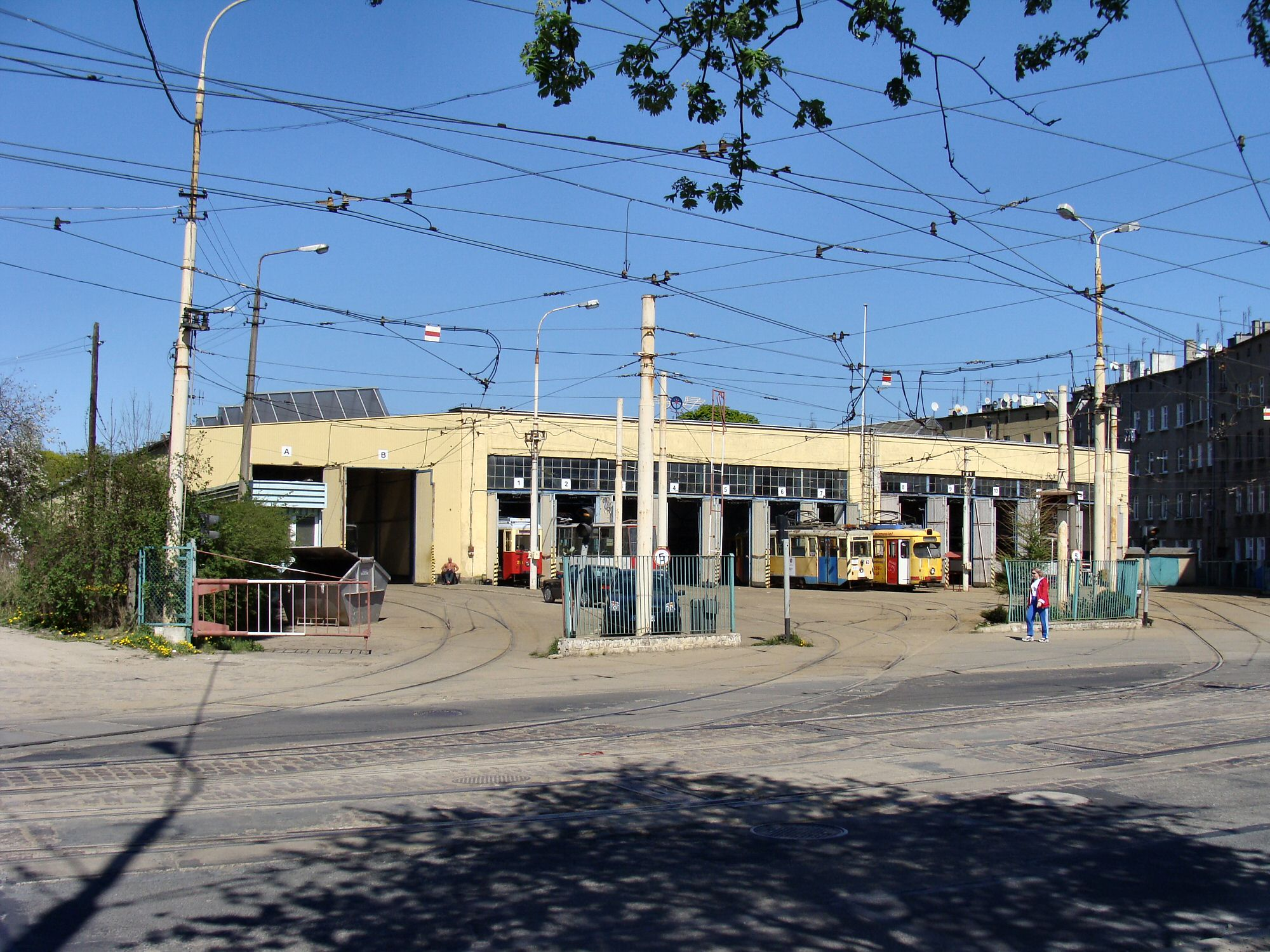
Widok na zajezdnię z ulicy Wiszesława

Zajezdnia Golęcin (1898–1945 niem. Depot Frauendorf) – najstarsza szczecińska zajezdnia tramwajowa pozostająca w eksploatacji, zlokalizowana przy ul. Wiszesława 18, na osiedlu Golęcino-Gocław, w dzielnicy Północ.

## Historia
Najstarsza eksploatowana jeszcze zajezdnia wybudowana została w grudniu 1898 roku poza granicami ówczesnego Szczecina. Była pierwszą bazą ery elektrycznej i zastąpiła położoną nieco na południe zajezdnię konną przy ulicy Dębogórskiej. Szybko rosnąca liczba wagonów wymusiła rozbudowę zajezdni, której dokonano w 1907 roku. Wtedy dobudowano hale, w której znajdowały się dwa tory postojowe (nr 8 i 12), trzy kanały rewizyjne (9–11) oraz przy peronie 12 pomieszczenia sanitarne i warsztatowe. Ponowna modernizacja zajezdni nastąpiła w 1926 roku.
W 1945 roku, w wyniku działań wojennych, zajezdnia na jakiś czas została odcięta od reszty sieci. Komunikacja miejska kursowała ze strony Śródmieścia i Golęcina do mostu (ulica Druckiego-Lubeckiego) z powodu zawalonych przęseł wiaduktu, które leżały na dnie doliny. Z jednej strony doliny dojeżdżała linia tramwajowa  7, a z drugiej strony linia  6. W związku z tym pasażerowie musieli się przesiadać, schodząc po prowizorycznych schodach pod ruinami zwalonego wiaduktu i ponownym wspinaniu się po skarpie w górę. Dodatkowo brak oświetlenia sprzyjał napadom w tym miejscu, które na długo zyskało w świadomości ludzi złowieszcze miano „Dolina śmierci”. Wiadukt wybudowano prawdopodobnie w latach 1890–1900 (brak danych technicznych w archiwum).
W planach MPK nie przewidywano likwidacji zajezdni, w związku z tym wystąpiła konieczność jej modernizacji i przystosowanie do nowoczesnych przeglądów i napraw oraz poprawienia warunków pracy pracowników. Projekt nie przewidywał modernizacji budynku administracyjnego oraz dyspozytorni, która znajduje się na wjeździe do zajezdni. Warunki terenowe nie pozwoliły na przerobienie obecnego układu czołowego na przelotowy. Modernizacja układu torowego mogła być przeprowadzona tylko częściowo, tory do nowej hali przeglądowej chciano zaprojektować jako przelotową z wyjazdem w stronę ulicy Świętojańskiej i włączeniem się do istniejących torów na ulicy Wiszesława. Skręt w kierunku północnym omijałby nowo wybudowaną stację paliw. Orientacyjne koszty modernizacji przewidywano na sumę 7,5 mln złotych według ówczesnych cen. Po przeprowadzonej modernizacji, zajezdnia osiągnęłaby pojemność do 98 wagonów typu Konstal N. Tak w skrócie widział modernizację i rozbudowę projektant w styczniu 1959 roku z Biura Projektów Budownictwa Komunalnego z Warszawy pan mgr. inż. J. Mitraszewski. Następnym opracowaniem na modernizację i rozbudowę zajezdni Golęcin był projekt Biura Projektów Budownictwa Komunalnego ze Szczecina z ulicy Dworcowej z końca grudnia 1967 roku, które to opracowanie było powtórzeniem tego z 1958 roku. 31 października 1979 roku oddano do użytku wybudowany tor odstawczy. Długość pojedynczego toru wynosiła 467 metrów bieżących. Oddanie do eksploatacji toru usprawniło ekspedycję składów tramwajowych na linie. Ostatnią inwestycją była budowa od strony zachodniej w 1992 roku – hali i stanowisk naprawczych na dobudowanych wcześniej torach (kanały A i B), w której przeprowadza się przeglądy wagonów. Tam też umiejscowione jest stanowisko do podnoszenia wagonów. Natomiast w północnej części obiektu znajdują się pomieszczenia warsztatowe i magazynowe.
Obiekt na Golęcinie jest zajezdnią typu czołowego, gdzie manewry wykonywane przy wjazdach i wyjazdach taboru odbywają się na ulicy o dużym natężeniu ruchu, co jest bardzo kłopotliwe i komplikuje niekiedy wszelkie manewry na niej. W związku z tym trzeba mieć bardzo napiętą uwagę.
Na przełomie października i listopada 2004 roku w zajezdni Golęcin montowano w tramwajach autokomputery SRG 3000P wraz z modułami sterującymi pracą tego urządzenia zakupione przez firmę R&G Mielec. Montaż autokomputerów w wagonach tramwajowych współgrał z instalacją w zajezdni serwera komunikacyjnego, modemu radiowego wraz z zasilaniem sieciowym, instalacji antenowej (zainstalowano 2 anteny o zasięgu 50 metrów), wraz z systemem awaryjnego podtrzymania zasilania. Podsystem wymiany informacji zapewnia bezprzewodową dwukierunkową wymianę danych pomiędzy zakładową siecią komputerową a autokomputerami zainstalowanymi w tramwajach. Transmisja danych odbywa się automatycznie (bezobsługowo) w momencie pojawienia się pojazdu w zasięgu systemu. System nie byłby w pełni sprawny, gdyby nie współpracował z systemem zarządzającym komunikacją miejską „Municom”.
W latach 2004–2007 przeprowadzono wymianę świetlików dachu w nowej hali, wymieniono na ulicy Wiszesława przed zajezdnią zwykłe zwrotnice na podgrzewane, co ułatwia pracę pilotom i manewrowym, szczególnie w czasie zimy.
Przeprowadzono również we własnym zakresie wymianę szyb ze szkła zbrojonego na poliwęglan komórkowy we wszystkich oknach hal remontowo-naprawczych. To było zabezpieczenie przed wandalami. Przystosowano niewykorzystywane pomieszczenia po magazynie i suszarni piasku, kuźni i stolarni dla potrzeb warsztatowych elektronika, mechanika precyzyjnego i ślusarzy.
Wykonano prace remontowo-malarskie we wszystkich pomieszczeniach sanitarnych, socjalnych, administracyjnych, warsztatowych i halach remontowo-naprawczych.
Odnowiono w nowej hali łaźnie, pomieszczenia socjalne, sanitarne, jak również w kanałach rewizyjnych wyłożono ściany glazurą i terakotą. Naprawiono i konserwowano poszycia dachowe hal i budynku administracyjnego.

## Tabor

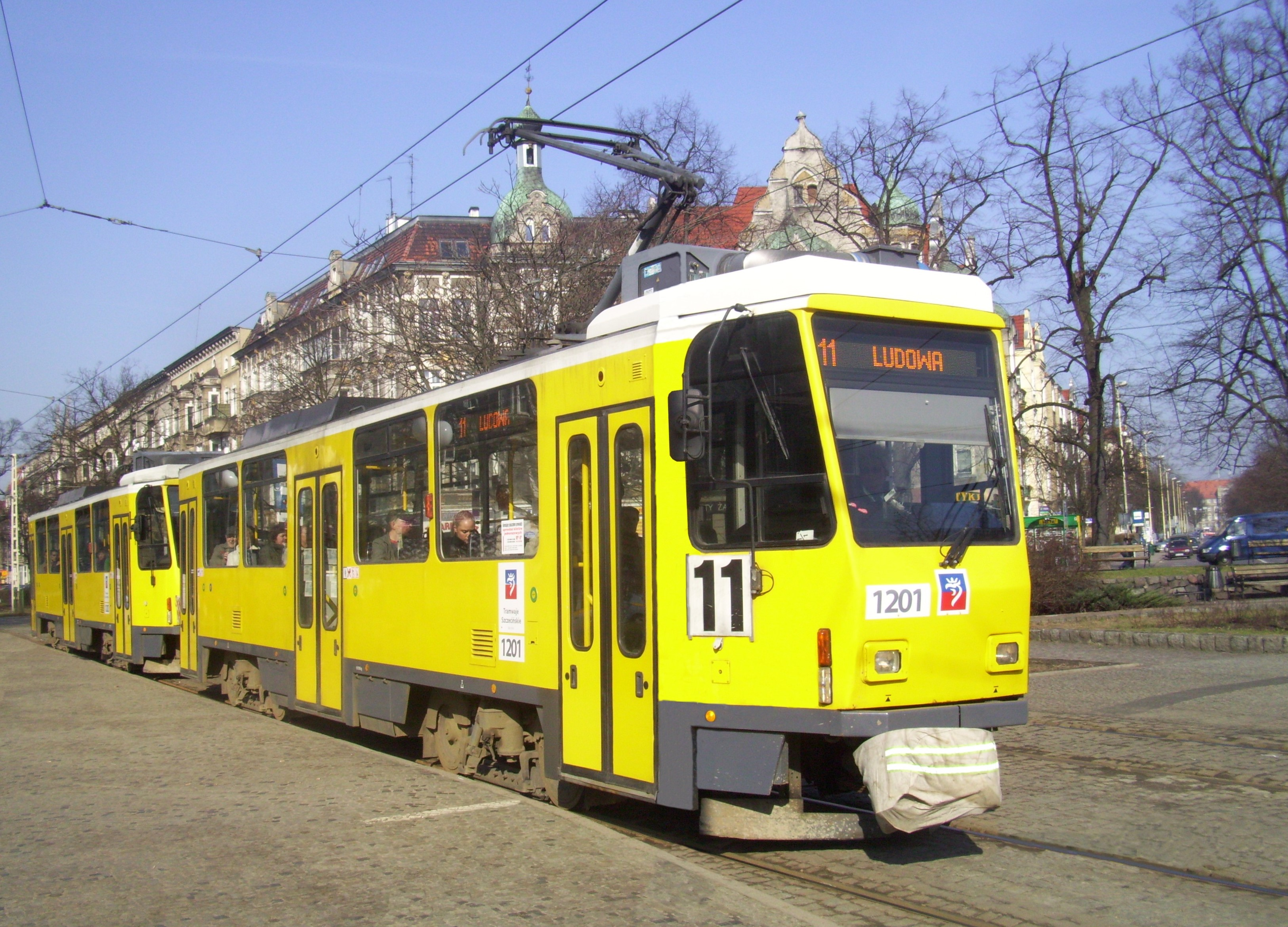
Skład golęcińskich wagonów T6A2D #1201+#1202 w obsłudze linii 11

Po wojnie aż do 1991 roku stacjonowały tu wyłącznie wagony dwuosiowe kiedy Golęcin otrzymał z zajezdni Pogodno pierwsze wagony 105N oraz 105Na. Kolejne zakupione zostały w Gorzowie Wielkopolskim. W 1994 roku na Golęcin dotarły również 2 jedyne w Polsce wagony 105Np. Od 1996 roku na Golęcinie stacjonowały także wagony GT6, które zastąpiły wagony typu N. W 2001 roku na stan zajezdni przyjęto 6 nowych wówczas wagonów 105N2k/S/2000. Po przyjęciu w 2004 roku części wagonów z likwidowanej zajezdni Niemierzyn, na stanie Golęcina znajdowały się 73 jednostki taborowe w tym:
- 20 wagonów typu 105N
- 34 wagony typu 105Na
- 6 wagonów typu 105N2k/S/2000
- 13 wagonów typu GT6

Stan taboru w zajezdni Golęcin przedstawia się następująco:
| Typ                   | Rok produkcji    | Liczba                       |
| --------------------- | ---------------- | ---------------------------- |
| Konstal 105Ng/2015    | 2001             | 12                           |
| Konstal 105N2k/2000   | 2001             | 12                           |
| Protram 105N2k/2000/D | 2007             | 6                            |
| Tatra T6A2D           | 1988, 1989, 1991 | 33                           |
| Tatra KT4Dt           | 1985             | 1                            |
| Moderus Alfa HF09     | 2008             | 2 (w tym 1 doczepa czynna)   |
| Moderus Alfa HF10AC   | 2011-2013        | 12 (w tym 6 doczep czynnych) |

## Obsługiwane linie
Zajezdnia obsługuje linie 2, 3,   5,  6, 7, 8, 9,  11.